# JR東日本E26系客車
E26系客車（E26けいきゃくしゃ）は、東日本旅客鉄道（JR東日本）が1999年（平成11年）に導入し、2025年（令和7年）まで運用していた特急形客車（寝台車）である。

## 概要
1988年（昭和63年）に運転を開始した「北斗星」をはじめとする首都圏 - 北海道連絡の寝台特急について、設備を一新した新系列の客車群として1編成（12両）が投入された。JRグループが新造した初の新系列客車であり、日本の客車車両としては、本格的にステンレス車体を採用した唯一の系列である。JR東日本の特急型車両で、全形式でステンレス車体を使用しているのは本形式のみである。
1989年（平成元年）に製作した24系客車「夢空間」の使用経験も参考にし、すべての客室を2人用A寝台個室で構成し、高水準の接客設備をもつ寝台列車として開発された。
デザインは剣持デザイン研究所が担当した。2000年（平成12年）度第43回鉄道友の会ブルーリボン賞受賞。

## 構造
本項では共通事項について記述する。
各設備の配置については、上野駅から札幌駅に向かう進行方向右側を「海側」、進行方向左側を「山側」と記述する。

### 車体
車体はステンレス製軽量車体で、編成端となる展望室部のみ普通鋼製である。ラウンジカー（電源車）を除いてボギー台車間をバスタブ式に床面を落とし込んだ2階建て構造としている。車内の配置は海側に個室を設け、通路は山側となる。通路部分は平屋部分と同レベルとされ、各個室は通路から直接小階段で連絡する。側窓は海側が各階の客室に窓を配した上下2段の配置で、通路となる山側は通常の1段配置である。側扉は車端部1箇所に片開式の引戸を設け、扉窓は楕円形である。
内装は木目調のパネルを多用し、建築技術の技法を採り入れて品質の確保とコストの最適化を図っている。
外部塗色はステンレス地肌の無塗装、展望室部分はシルバーメタリックとされ、車体中位の客室窓と同一の高さに上から青■・紫■・赤■・橙■・黄■の5本帯を配する。編成両端のスロネフE26形、カハフE26形の車体側面には、列車名の"CASSIOPEIA"をデザインしたロゴマークを付す。
スロネフE26形・カハフE26形の展望室上部中央には庇状の意匠を設け、標識灯などの灯火類を収める。正面中央の愛称表示器・編成各車の側面行先表示器はともにLED式である。

### 車内
客室設備は全車が2人用A寝台の個室とされ、一部の個室は予備寝台（エキストラベッド）を使用して3名で使用できる。
A寝台車のスロネフE26形・スロネE26形は中央部の個室を重層方式（メゾネットタイプ）とし、1階部分はツインベッドの寝室、2階部分はソファと化粧室を設けたリビングを配する。2階のソファは寝台に転換でき、3名での利用が可能である。スロネE27形は2デッキ構造で、階上・階下は別個に独立した個室である。2組の寝台は線路方向と枕木方向のL形配置で、窓際の寝台は収納して座席と兼用するソファーベッドである。車端部の平屋室は壁面収納式の予備ベッドを備え、3名での利用が可能である。
各室には各種放送やビデオなどを視聴できるAVシステムを設ける。トイレ・洗面所は各室にユニット式のものを設け、一部個室では各室にシャワールームを併設する。

### 走行装置

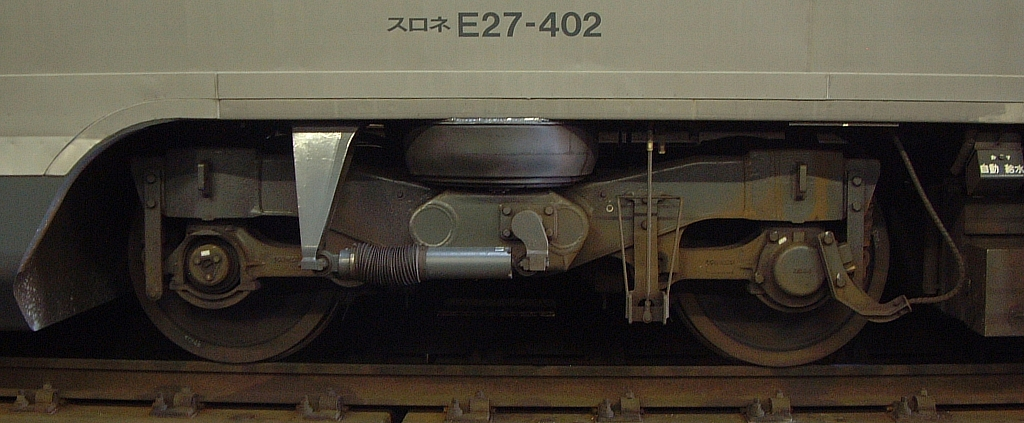
E26系客車の台車 TR250形（2007年8月、札幌駅）

ブレーキは電気指令式を常用として装備し、複数の牽引機関車に対応するためのブレーキ指令読替装置をもつ。従来のCL方式（応荷重式自動空気ブレーキ）も併設し、予備電源車カヤ27形を連結する際に使用する。
台車は軸梁式の軽量ボルスタレス台車TR250形・TR251形で、枕ばねは空気ばねを用い、ヨーダンパを装備する。基礎ブレーキ装置は踏面ブレーキとディスクブレーキを併用する。滑走検知機能を併設し、車輪のフラット発生を抑え乗り心地の確保を図る。
車両間の連結器は中間車が電車と同様の密着連結器で、編成端部のみ密着自動連結器を装備、衝撃緩和のためゴム式のダブルアクション形緩衝器を併設する。

### その他設備
本系列は集中電源方式であり、サービス電源はカハフE26形の床下に設けた発電設備から編成全体に供給される。
固定編成客車で初めて車両情報装置（モニタ装置）を装備し、サービス機器操作や列車状態確認などを車掌室で集中管理できる。
尾久車両センター - 上野間の推進回送に対処するため、スロネフE26形・カハフE26形の展望室部には前照灯・ワイパーなど前方監視設備のほか、推進運転用の諸設備を設ける。
スロネフE26形・カハフE26形の展望室部は行き止まりの客室であることから普通鉄道構造規則に基づいて非常口が設けられている。非常口扉は車内外より開錠可能であるが、車外側の開錠装置蓋は通常は施錠されている。

## 形式

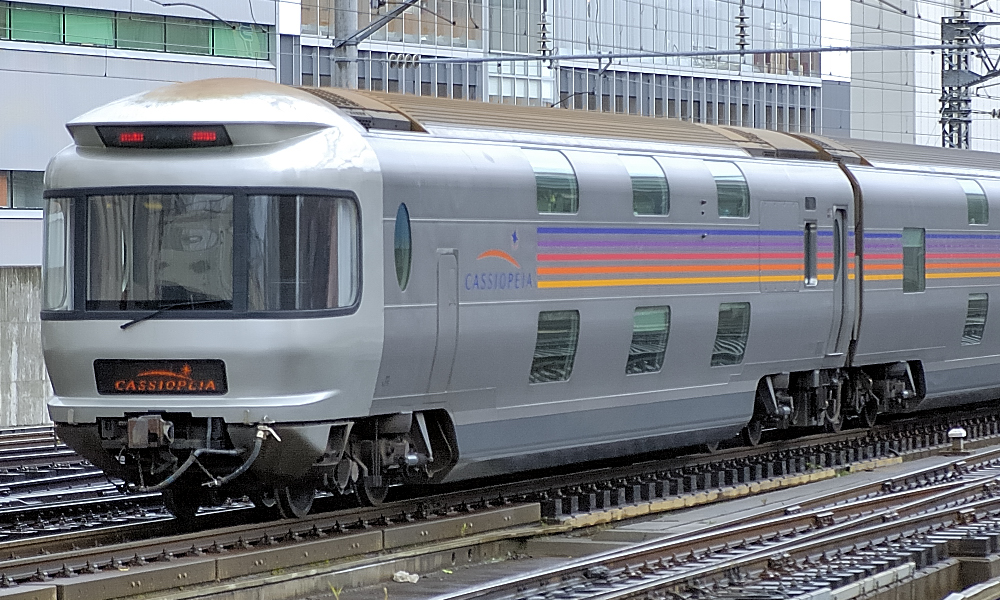
スロネフE26形
（札幌駅・2007年10月）

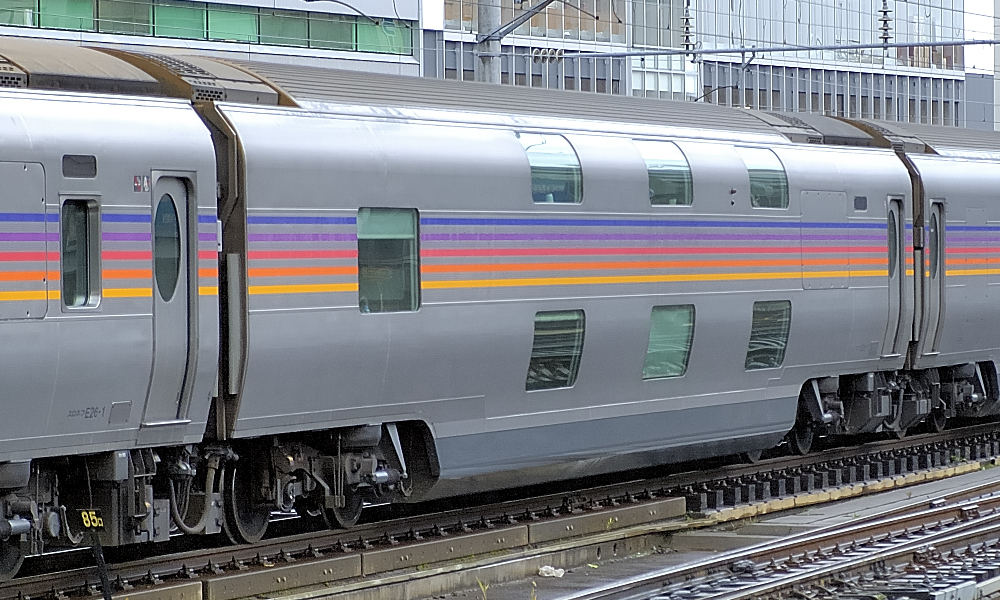
スロネE26形
（札幌駅・2007年10月）

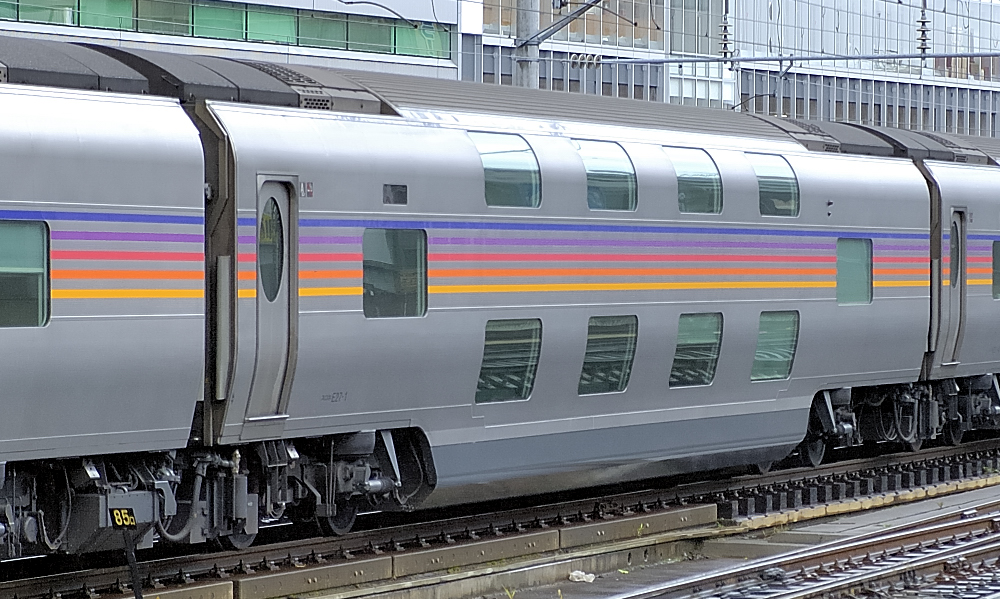
スロネE27形基本番台
（札幌駅・2007年10月）

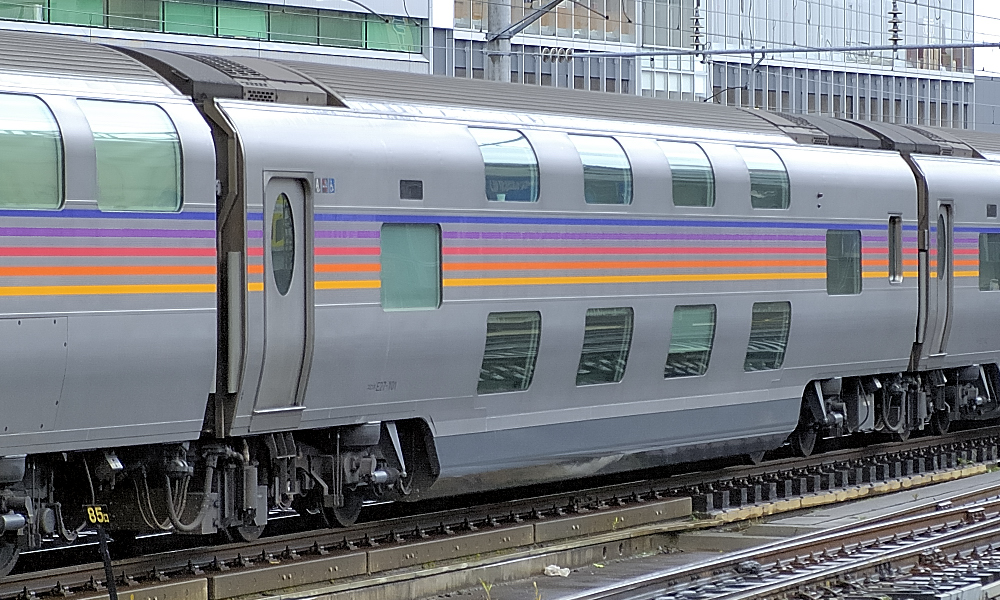
スロネE27形100番台
（札幌駅・2007年10月）

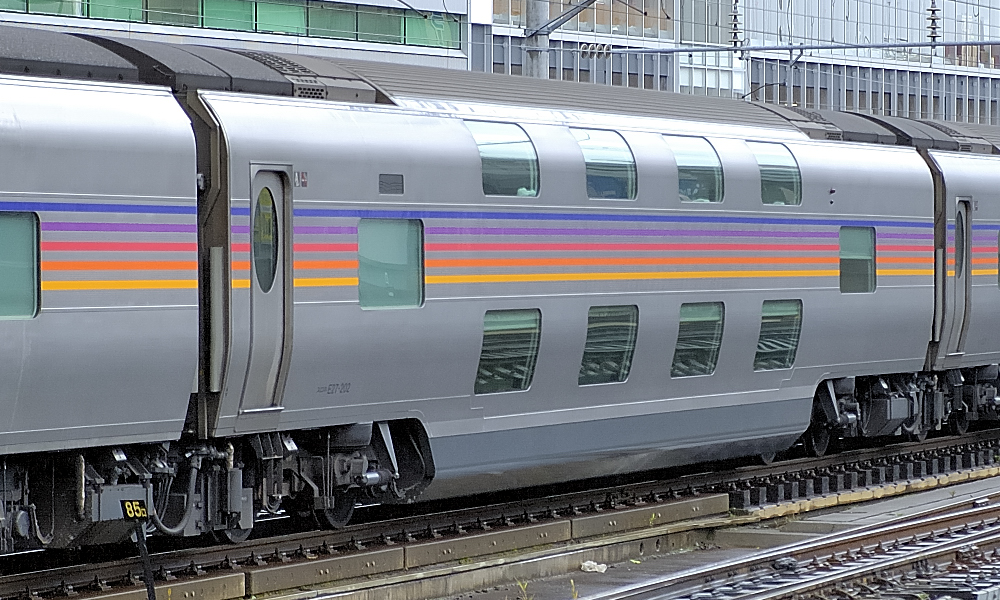
スロネE27形200番台
（札幌駅・2007年10月）

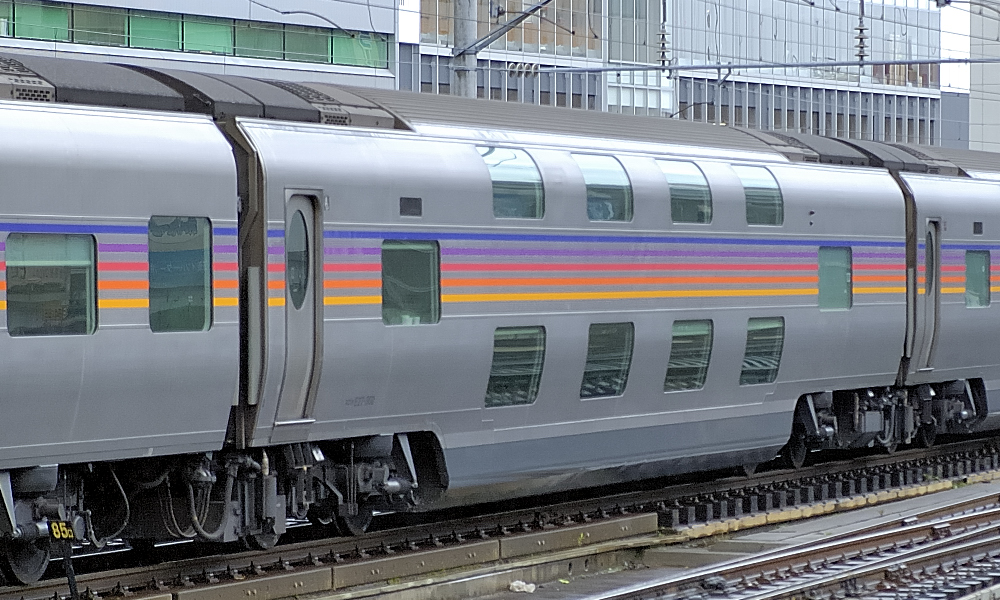
スロネE27形300番台
（札幌駅・2007年10月）

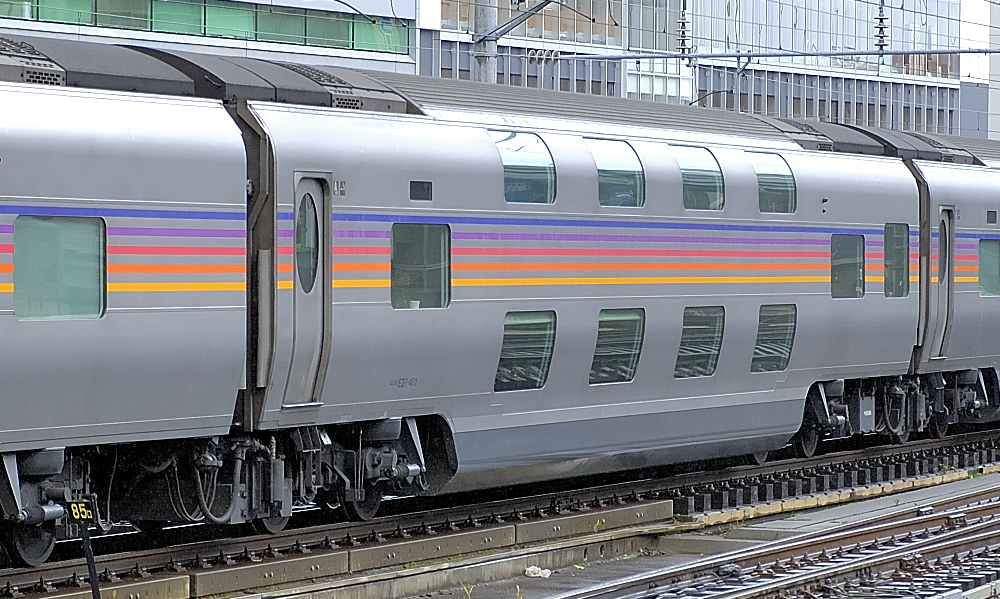
スロネE27形400番台
（札幌駅・2007年10月）

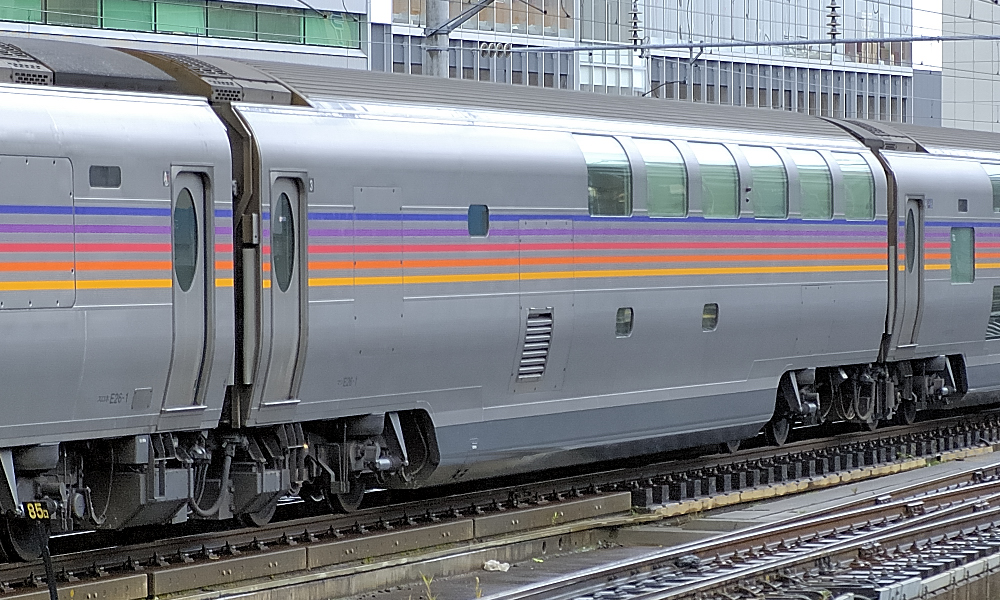
マシE26形 海側の形態
（札幌駅・2007年10月）

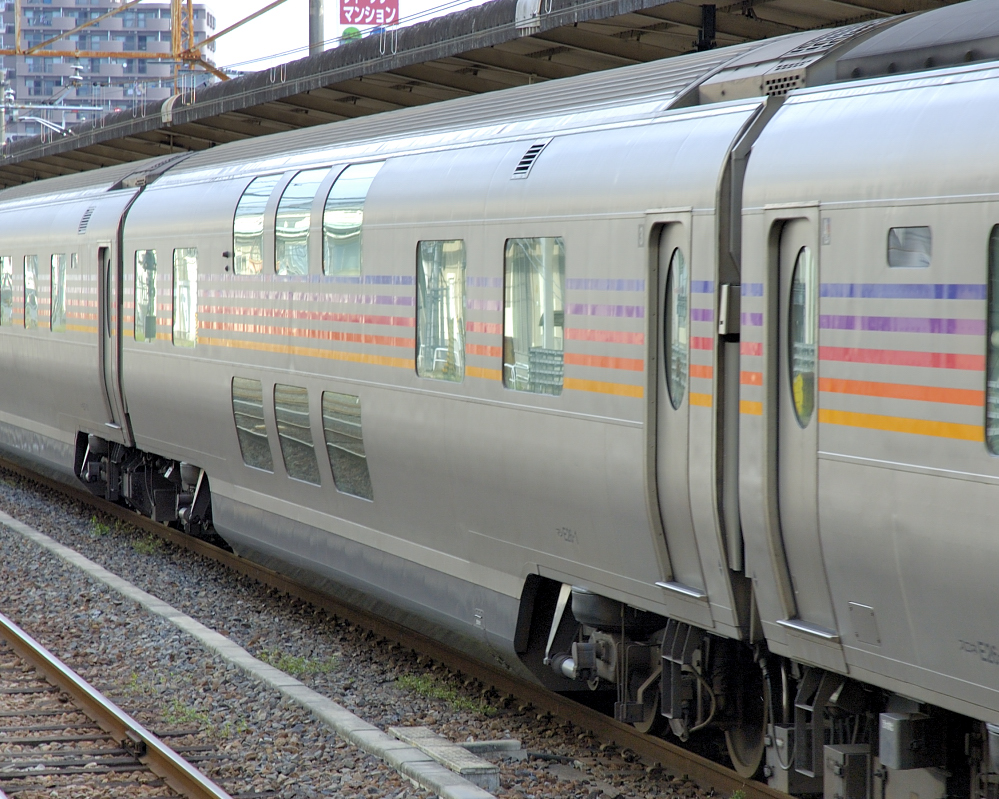
マシE26形 山側の形態
（宇都宮駅・2007年9月）

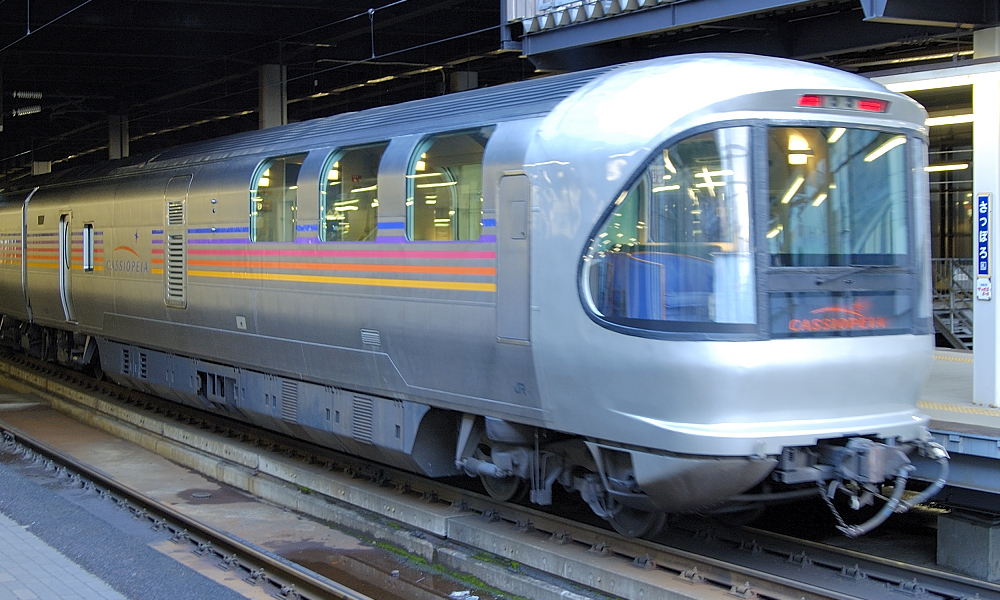
カハフE26形
（札幌駅・2007年10月）

スロネフE26形
展望室をもつA寝台車で、1両 (1) が富士重工業で製作された。上野方の編成端部、1号車に組成される。
大型の曲面ガラスを設けた展望室付個室「カシオペアスイート」を車端部に1区画、重層方式（メゾネットタイプ）の個室「カシオペアスイート」を中央部に3区画設け、定員は8名（最大11名）、自重41.3tである。客用扉の隣接位置に車掌室を設ける。
また、2016年6月に、使用しなくなった無線機の撤去および前面窓ガラスの更新が行われた。
スロネE26形
A寝台車で、1両 (1) が富士重工業で製作された。編成の2号車に組成される。
車端部に「カシオペアデラックス」1区画、メゾネットタイプの個室「カシオペアスイート」を中央部に3区画設け、定員は8名である。客用扉の隣接位置に共用トイレと公衆電話を設ける。
スロネE27形
2人用個室「カシオペアツイン」を備えるA寝台車で、編成の 4 - 11 号車に組成される。
車両中央部の階上に4室、階下に4室の個室を配し、両端部に平屋型個室を各々1室配する。出入台側の平屋型1室は壁面収納式の予備ベッドを設け、3名での使用ができる。各車は付帯する車内設備に差異があり、番号で区別される。
0番台
1両 (1) が東急車輛製造で製作された。8号車に組成され、定員は20名（最大21名）である。
車両端部にリネン類などを収納する業務用室を設ける。
また、2016年6月以降の運行に際しては、新在共用区間試験運転用の測定機器取り付け工事を実施されている。
100番台
1両 (101) が新潟鐵工所で製作された。4号車に組成され、定員は20名である。
車椅子対応個室「カシオペアコンパート」を車端部の平屋部に配する。これは車椅子利用者のために室内空間を確保し、個室扉や洗面所などを大型化した個室で、寝台は通常の平屋型個室からソファーベッドを省いた配置の2段式である。
客用扉は車椅子対応のため、幅を拡大したものが設けられる。客用扉の隣接位置に車掌室を設け、監視用の側窓がある。
また、2016年6月以降の運行に際しては、乗務員室への無線機（子機）取り付け工事を実施した。
200番台
2両 (201, 202) が東急車輛で製作された。編成の7・11号車に組成され、定員は20名（最大21名）、自重40.6tである。
車両端部に共用のトイレを設ける。
300番台
2両 (301, 302) が富士重工で製作された。編成の6・10号車に組成され、定員は20名（最大21名）、自重41.1tである。
車両端部に共用のシャワー室を設けたため、200番台と比べて自重が0.5t増えている。
400番台
2両 (401, 402) が新潟鐵工所で製作された。編成の5・9号車に組成され、定員は20名（最大21名）である。
車両端部にミニロビー（約4席相当）・自動販売機を設け、当該箇所には側窓がある。
マシE26形
1両 (1) が東急車輛で製作された。本系列の食堂車「ダイニングカー」として、編成の3号車に組成される。自重は41.1t。
2階建ての構造を活用し、1階部分を業務用室・通路とし、2階部分を食堂（定員28名）としている。これは食堂と通り抜けの通路を分離し、乗客動線の交錯をなくすための配置で、快適な食事のための環境が整えられる。
厨房は車端部の平屋部分に設け、調理設備として冷凍庫・サラマンダー（電気ヒーターによって、グラタンなどの料理に仕上げの焦げ目をつける調理器具）・ディープフライヤーなどを備える。これは国鉄/JRの食堂車に初めて装備されたもので、各種メニューへの対応を可能としている。
車端部の側扉は業務用で、客用扉はもたない。側窓は両側の食堂部と通路部に設けられ、1階海側の業務用室部には採光用の小窓を2ヶ所に設ける。
カハフE26形
1両 (1) が当時の新潟鐵工所が製造した構体を購入のうえノックダウン方式によりJR東日本大宮工場（現：大宮総合車両センター）で製作された。「ラウンジカー」として、札幌方の編成端部、12号車に組成される。
国鉄/JRの集中電源方式固定編成客車の電源車において、製作時から客用空間を併設した初の車両である。車体中央部の床面を嵩上げし、高床としたハイデッカー構造で、床上部から編成端部までを共用空間のラウンジ・展望室（合計18席）としている。展望室は大型曲面ガラスを用いた密閉式で、スロネフE26形の展望室とは意匠が異なる。連結面側の車端部に業務用扉・車掌室・公衆電話・売店用スペースを設ける。
床下空間には発電設備として、定格出力520psのDMF15HZA-G（コマツSA6D140-H系）型ディーゼルエンジンと440kVAの三相交流発電機とを2組装備する。
また、2016年6月以降の運行に際しては、北海道新幹線の青函トンネルを通過する為に改造を行い、施錠されたかつての電話室に「送受信架」と称する180cmのロッカー様装置が設置され、中には無線機器が搭載されている。また、電話室にあった機器が自動販売機側に移り、その結果自重が2t増加して52.5tとなっている。
この車両に限り、予備車として24系を改造したカヤ27形が予備車として存在する。

## 運用
1999年7月16日に上野 - 札幌間の寝台特急「カシオペア」として営業運転を開始した。1編成で運用する都合上、車両の検査時は列車を運休としていた。
その後北海道新幹線開業に伴う青函トンネルの架線昇圧により、2016年（平成28年）3月21日（上野着）を最後に上野 - 札幌間の寝台特急としての運用を終了した（廃止扱い）。
「カシオペア」の運行終了後は北海道方面への団体ツアー列車として運用される予定と発表があり、同年6月4日の「カシオペアクルーズ」から運行を開始し、6月11日からは「カシオペア紀行」としても運行されていて、牽引機はEF81 81。それに先立ち、2016年3月24日に青函トンネルを含んだ新幹線共用走行区間における新幹線用の信号保安設備対応工事でカハフE26-1、スロネE27-1、スロネフE26-1の3両が大宮総合車両センターへの配給輸送がなされ、そのうち、同年4月6日にスロネE27-1・スロネフE26-1の2両が大宮総合車両センターから尾久車両センターに配給輸送で戻っている。
なお、「TRAIN SUITE 四季島」登場後北海道乗り入れ運用はそちらに譲る形で終了しており、その後の「カシオペア紀行」ではJR東日本エリアのみで運用されていたが、車両老朽化と機関車の削減に伴い、2025年6月30日をもって退役した。。

## 編成表
12両編成1本が尾久車両センターに配置されている。便宜上、予備車となるカヤ27形についても記載する。
| 号車 | 形式番号      | 車種                                                        |
| ---- | ------------- | ----------------------------------------------------------- |
| 1    | スロネフE26-1 | A寝台「カシオペアスイート」                                 |
| 2    | スロネE26-1   | A寝台「カシオペアスイート」・ A寝台「カシオペアデラックス」 |
| 3    | マシE26-1     | 食堂車「ダイニングカー」                                    |
| 4    | スロネE27-101 | A寝台「カシオペアツイン」 車椅子対応室付                    |
| 5    | スロネE27-402 | A寝台「カシオペアツイン」 ミニロビー付                      |
| 6    | スロネE27-302 | A寝台「カシオペアツイン」 シャワー室付                      |
| 7    | スロネE27-202 | A寝台「カシオペアツイン」                                   |
| 8    | スロネE27-1   | A寝台「カシオペアツイン」                                   |
| 9    | スロネE27-401 | A寝台「カシオペアツイン」 ミニロビー付                      |
| 10   | スロネE27-301 | A寝台「カシオペアツイン」 シャワー室付                      |
| 11   | スロネE27-201 | A寝台「カシオペアツイン」                                   |
| 12   | カハフE26-1   | ラウンジカー 電源車                                         |
| 12   | カヤ27-501    | 予備電源車 （連結時12号車なし）                             |